# Hamborowa
Hamborowa [pronunciación en polaco: /xambɔˈrɔva/] es un pueblo ubicado en el distrito administrativo de Gmina Kodrąb, dentro del Distrito de Radomsko, Voivodato de Łódź, en Polonia central. Se encuentra aproximadamente a 2 kilómetros al norte de Kodrąb, a 13 kilómetros al noreste de Radomsko, y a 76 kilómetros al sur de la capital regional Lodz.